# Der goldene Drache
Le Dragon d'or
Der goldene Drache (Le Dragon d'or) est un opéra du compositeur hongrois Péter Eötvös sur un livret de Roland Schimmelpfennig créé en 2014 à Francfort. L'histoire est adaptée de la pièce éponyme du librettiste par lui-même de 2009.

## Historique
Der goldene Drache est une commande de l'Ensemble Modern et de l'Opéra de Francfort. Le compositeur découvre la pièce lors d'une représentation à Budapest. Le livret est révisé par Péter Eötvös afin de réduire le nombre de personnages et simplifier l'intrigue pour l'adapter à la scène lyrique, tout en conservant le déroulement et la structure de la pièce.
Der goldene Drache est créé le 29 juin 2014 à l'Opéra de Francfort au Bockenheimer Depot sous la direction du compositeur puis de Hartmut Keil avec l'Ensemble Modern en fosse, dans une mise en scène de Elisabeth Stöppler. Les décors d'Hermann Feuchter comprennent notamment la sculpture d'un grand dragon réalisé en papier d'emballage de nourriture chinoise, symbolisant le lieu dans lequel se déroule l'intrigue : le restaurant Le Dragon d'or.
Par la suite, l'opéra est montée dans plusieurs grandes villes du Royaume-Uni la même année et l'année suivante lors du Festival de Brégence. Une nouvelle production est créée en février 2023 à l'Opéra d'État de Vienne sous la direction de Walter Kobéra et dans une mise en scène de Jan Eßinger.

## Description
Der goldene Drache est un opéra en allemand d'une durée d'environ une heure et trente minutes. L'action se déroule dans un restaurant asiatique dans lequel travaille un jeune Chinois venu retrouver sa sœur, qui, pris d'une rage de dents, s'en fait arracher une dans le restaurant même.
Der goldene Drache, adaptée d'une pièce de théâtre, accorde une grande importance à la forme théâtrale sur scène, ici, une sorte de tragi-comédie, un « drame burlesque ». La partition prévoit la musique dans la fosse pour un orchestre de chambre et la voix comme un ensemble de forme chantée allant du chant classique au parlando, une forme de récitation. Hormis le rôle du jeune Chinois, tous les acteurs jouent plusieurs rôles.

### Rôles
Les rôles de Der goldene Drache sont les suivants :
| Rôle | Tessiture     | Créateur          |
| ---- | ------------- | ----------------- |
|      | soprano       | Kateryna Kasper   |
|      | ténor         | Simon Bode        |
|      | ténor         | Hans-Jürgen Lazar |
|      | baryton       | Holger Falk       |
|      | mezzo-soprano | Hedwig Fassbender |

### Instrumentation
L'instrumentation de  comprend l'effectif détaillé suivant :
- Bois : flûte, hautbois, clarinette, clarinette basse, basson ;
- cuivres : cor, 2 trompettes, trombone ;
- 2 percussionnistes, piano ;
- cordes : violon, alto, violoncelle, contrebasse.